# Vuelo 725 de TAESA
El vuelo 725 de TAESA fue un vuelo que operaba la ruta Tijuana-Guadalajara-Uruapan-Ciudad de México. El 9 de noviembre de 1999 debido a un desperfecto en los slats, ubicados en las alas del avión, DC-9, se accidentó falleciendo las 18 personas a bordo.

## Accidente
El vuelo tuvo su origen en la ciudad de Tijuana, B.C. haciendo escalas en la ciudad de Guadalajara, Jal., Uruapan, Mich., y finalmente la Ciudad de México. El capitán era Jesús José Gracián y el primer oficial Héctor Valdez.
A las siete de la noche, mientras realizaba el despegue en Uruapan, se experimentó un suceso extraño en el avión. La nariz del DC-9 estaba en un ángulo de inclinación más   arriba de lo esperado, por lo que las alarmas del avión indicaban fallos, derivado en que uno de los slats no pudo retraerse correctamente a su posición original, lo que resultó posteriormente en la pérdida de control de la aeronave.
Aproximadamente 12 kilómetros después, el avión se desplomó sobre un campo de aguacates. La investigación concluyó en que basado en los registros de mantenimiento del mismo avión, mostró que el avión no estaba en las condiciones necesarias para realizar el vuelo. Las autoridades correspondientes eran conscientes de dicho fallo de la aeronave, y del mantenimiento de la flota de aeronaves, pero la compañía no hizo nada al respecto. Numerosos testimonios de trabajadores afirmaban que la aeronave era famosa por tener fugas de aceite, no solo este aparato sino en todos los demás de la compañía.[cita requerida] Fallas en una de las puertas o un mal mantenimiento de los aseos, eran otras de las quejas de las cuales no atendidas apropiadamente por TAESA, basado según una representante de los trabajadores. 
La compañía negó dichas acusaciones, afirmando que el avión estaba "en perfectas condiciones" para volar.
Está considerado el cuarto accidente aéreo más trágico de México después del vuelo 498 de Aeroméxico en 1986, el vuelo 940 de Mexicana de Aviación en ese mismo año, y el vuelo 111 de Aeroméxico en 1958. Este accidente, a su vez, fue el principio del fin de la aerolínea ya que luego de las investigaciones TAESA perdió sus permisos de vuelo, derivando a la quiebra de la misma al año siguiente.
Entre los pasajeros fallecidos se encontraba Christoph Zimmermann, bajista de Feeling B, una de las primeras bandas de música punk rock formadas en la antigua República Democrática Alemana.

## Transcripción de la grabadora de voz de cabina
---Capitán Gracián: Positivo, tren arriba... retractadas y apagadas.
---Primer oficial Valdés: Tren arriba.
---Capitán Gracián: Comprobación de seguros... tres arriba... aletas arriba por favor.
---Primer oficial Valdés: Están arriba.
---Capitán Gracián: Slats arriba por favor... cuando slats arriba 90%.
---Primer oficial Valdés: Slats arriba.
---La grabadora de voz de cabina de mandos y la de datos de vuelo registran que las columnas de control de los pilotos vibran.
---Capitán Gracián tomado por sorpresa: Uta, ¿qué trae esta madre? (expresión coloquial de desconcierto, da a entender que no sabe de qué se trata)
---Capitán Gracián en tono urgente: ¡Tenemos un slat, un slat, un slat, un slat, un slat... tenemos un slat!.
---Primer oficial Valdés en tono urgente a la torre de Uruapan: ¡Tenemos un slat, emergencia, emergencia!.
---Capitán Gracián: ¡Slat disagreement!.
---Las columnas de control de ambos pilotos vibran.
---Primer oficial Valdés: ¡Emergencia, emergencia!.
---Capitán Gracián: ¡No, ya no, slat disagreement!.
---Primer oficial Valdés en un último y desesperado llamado: ¡Emergencia, eme...!.
---Sonido de impacto en tierra.